# Krištof Kintera
Krištof Kintera (* 20. září 1973 Praha) je český sochař.

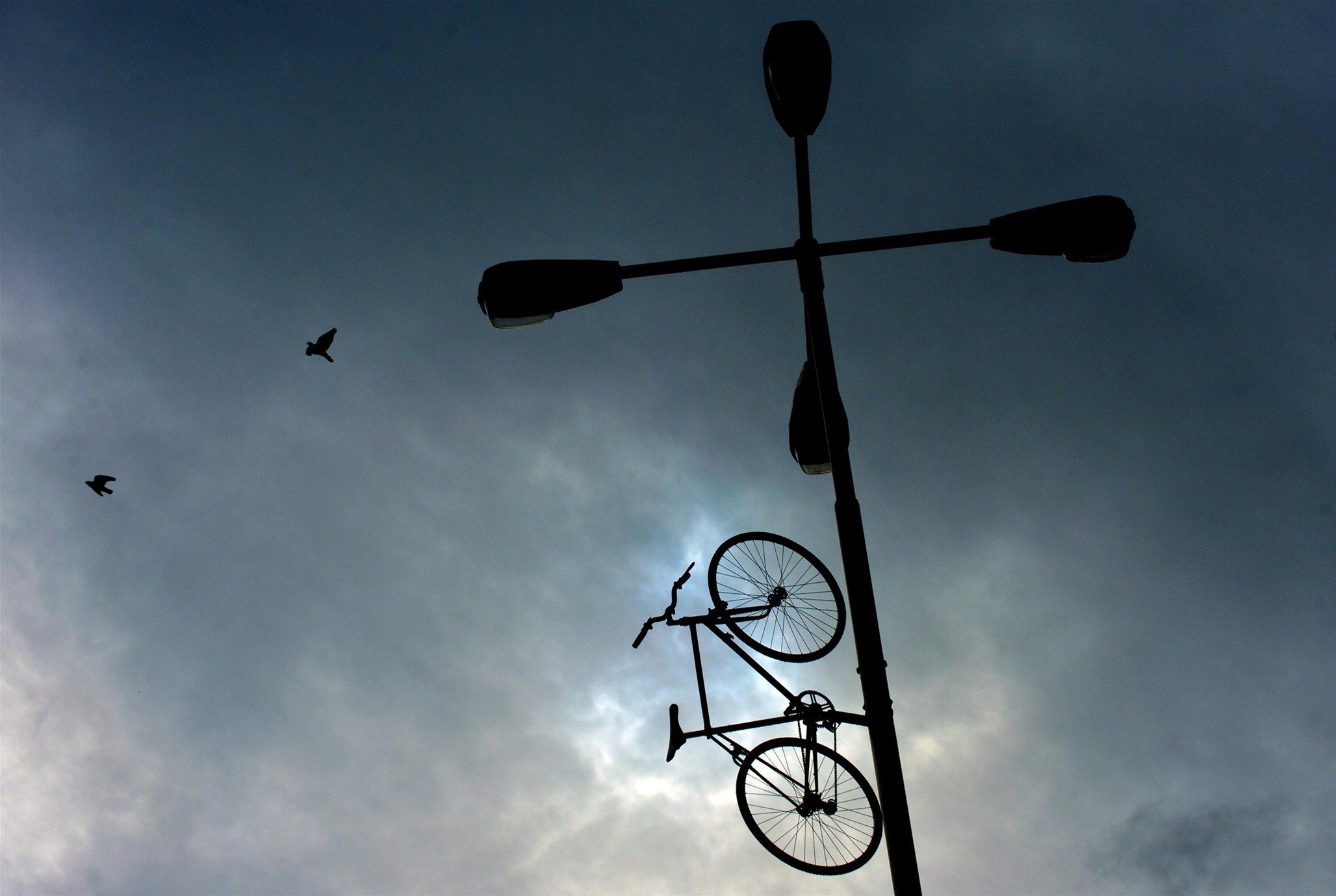
Pomník Bike to Heaven věnovaný Janu Bouchalovi a všem cyklistům, kteří zemřeli v pražských ulicích.

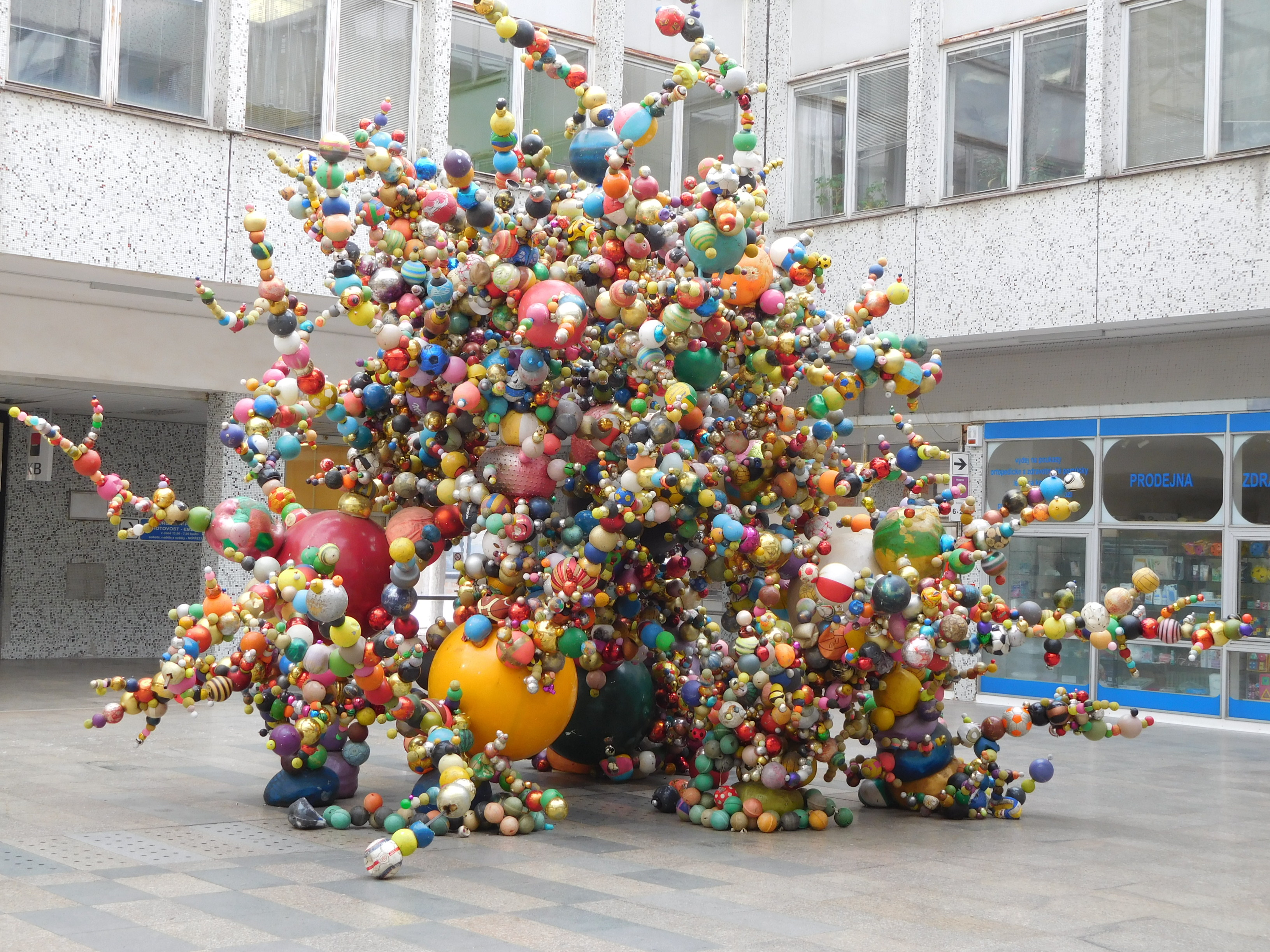
Démon růstu II, 2013–2014, různá média, kovová konstrukce a plastové míče, 700 × 800 × 900 cm

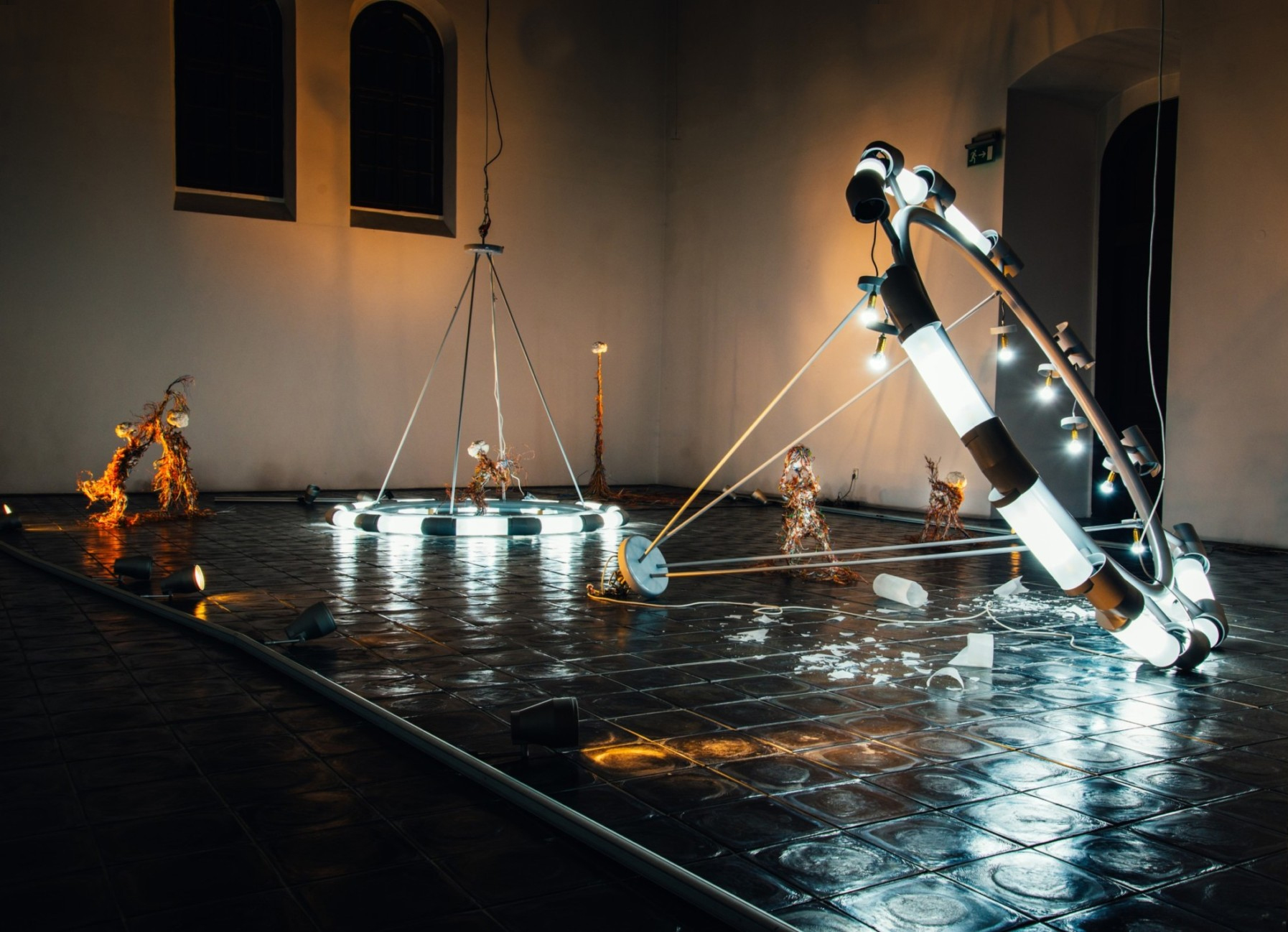
Pohled do výstavy Systémy bez ducha v Galerii Kaple ve Valašském Meziříčí (2016).

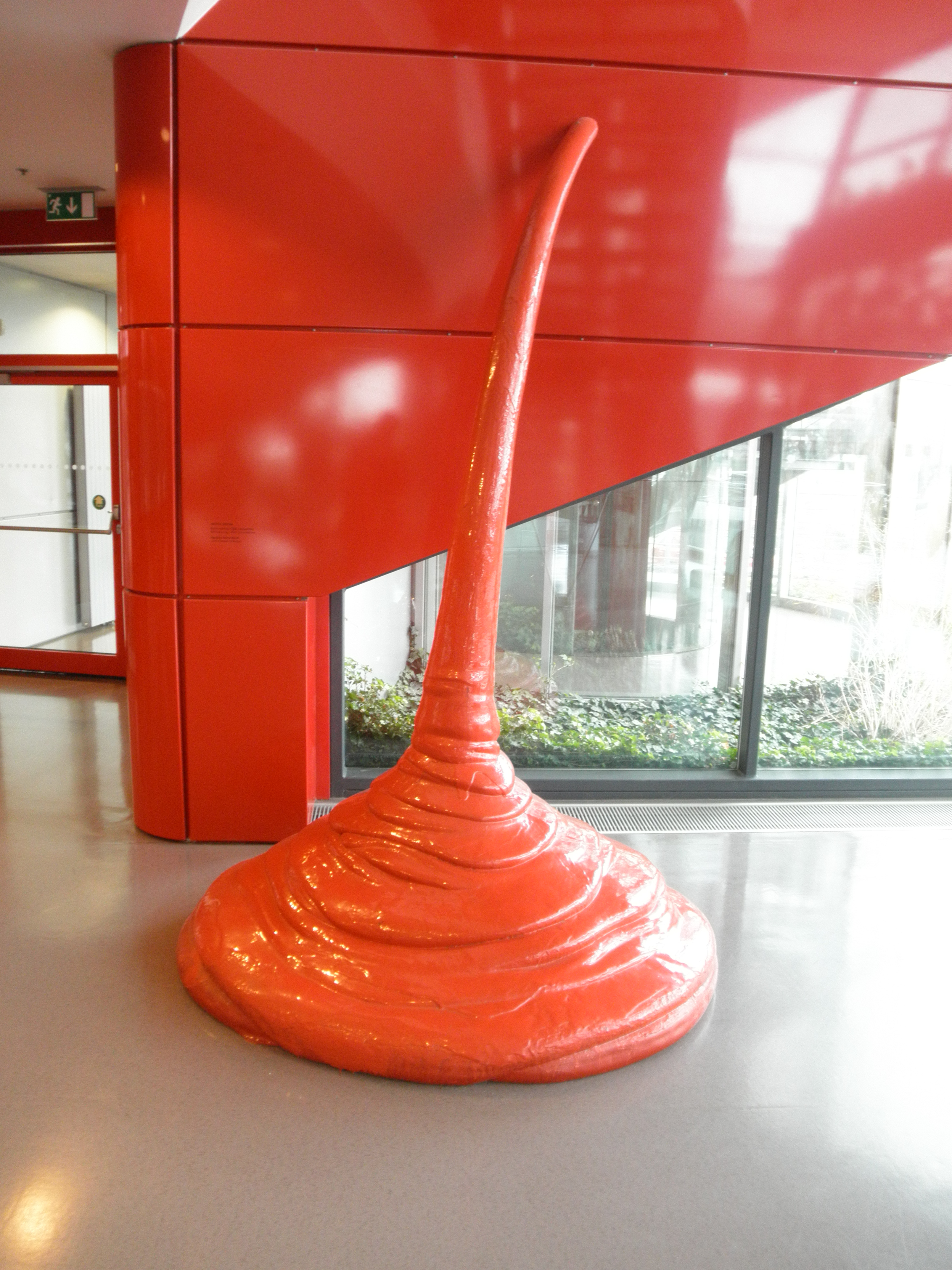
Red is coming, 2007, polyuretan, 3 × 1,7 × 1,5 m

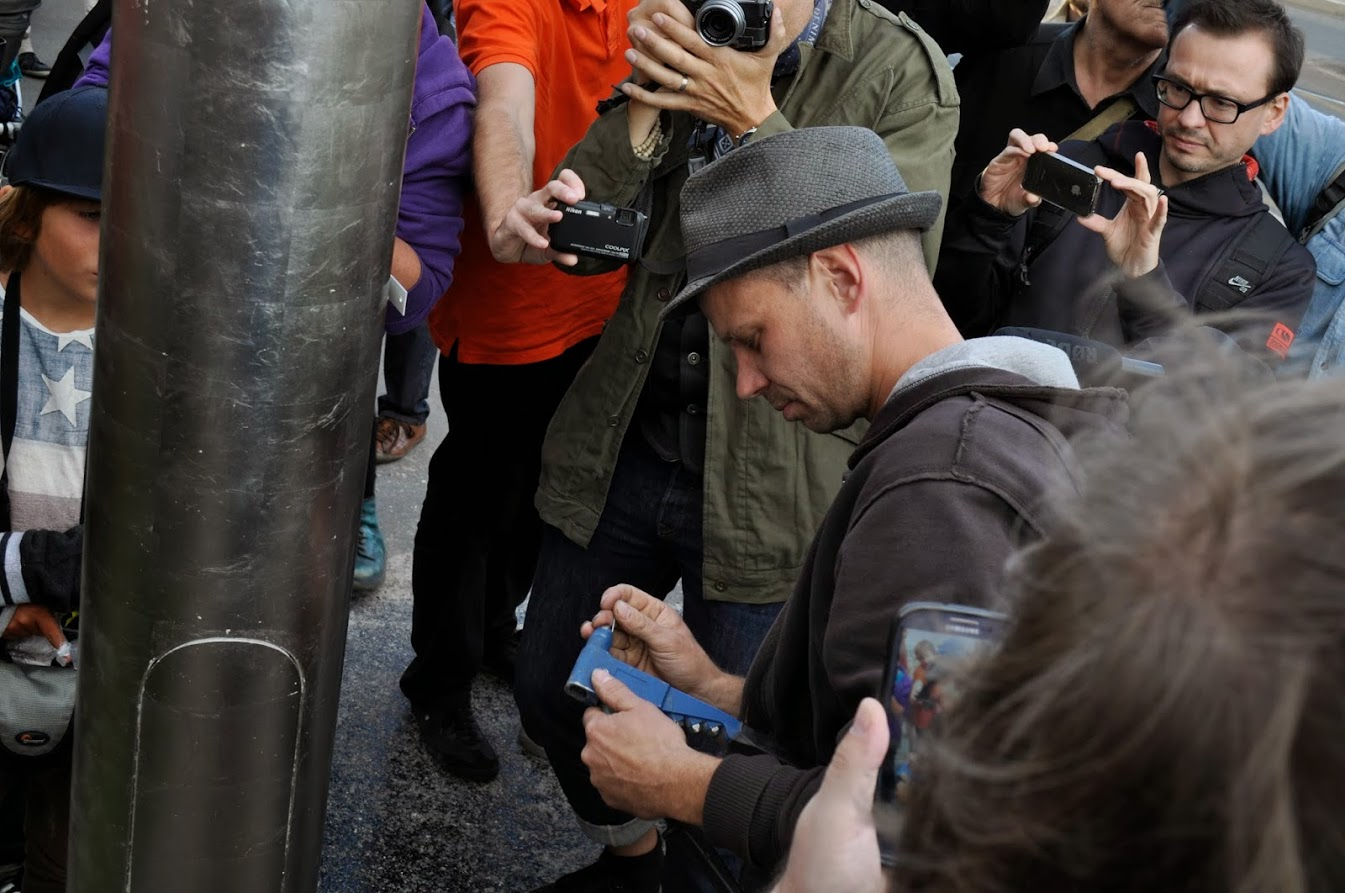
Krištof Kintera při odhalování pomníku Bike to Heaven (2013).

## Životopis
Krištof Kintera je synem Libuše Kinterové (roz. Pekárkové) a grafika Vladimíra Kintery. Jeho mladší sestra Markéta Kinterová je vizuální umělkyně, fotografka a tvůrkyně autorských knih. V letech 1992–1999 studoval na Akademii výtvarných umění v Praze v ateliérech Jiřího Lindovského, Aleše Veselého, Michaela Bielického a Milana Knížáka, postgraduálně pak ještě v letech 2003–2004 na Rijksakademie van beeldende kunsten v Amsterdamu. Samostatně vystavuje od poloviny devadesátých let. Celkem třikrát byl nominován na Cenu Jindřicha Chalupeckého. V minulosti byl zastupován Galerií Jiří Švestka. V devadesátých letech byl členem a vůdčí osobností divadelně-performativní skupiny Jednotka. V roce 1999 patřil k zakladatelům Univerzálního prostoru NoD (dnes Experimentální prostor NoD) v patře nad hudebním klubem ROXY a stal se prvním kurátorem tamní galerie. Pravidelně spolupracuje na výtvarném pojetí a výstavách divadelního festivalu 4+4 dny v pohybu v Praze. V roce 2006 vytvořil vizuální koncept pro osmý ročník festivalu dokumentárních filmů Jeden svět. Podílel se také na kontroverzní sochařské instalaci Entropa vytvořené v roce 2009 sochařem Davidem Černým pro atrium budovy Justus Lipsius v Bruselu rámci českého předsednictví v Radě Evropské unie. Spolu s životní partnerkou Denisou Václavovou, kulturní organizátorkou a dramaturgyní festivalu 4+4 dny v pohybu, stáli v letech 2012–2017 za programem uměleckých instalací Galerie ProLuka na nezastavěném prostranství v pražských Vršovicích. Mezi lety 2009–2011 byl vedoucím pedagogem Ateliéru sochařství na Vysoké škole uměleckoprůmyslové v Praze. V roce 2007 byl kurátorem kolektivní výstavy Hrubý domácí produkt ve výstavním prostoru Galerie hlavního města Prahy v Městské knihovně v Praze. Tamtéž měl v roce 2012 i jednu ze svých dosavadních největších samostatných výstav Výsledky analýzy. Druhá jeho zásadní česká výstava Nervous Trees se uskutečnila o pět let později v pražské Galerii Rudolfinum. Právě v desátých letech dostal příležitost také k uspořádání samostatných výstav ve významných zahraničních institucích jako Museum Tinguely v Basileji (2014), Kunstal Rotterdam (2015) či Kunstalle Bratislava (2016). Krištof Kintera žije v Praze.

## Dílo
Spektrum sochařské tvorby Krištof Kintera je poměrně široké. Zahrnuje drobnější sochařské objekty i monumentální sochařské kompozice pro galerie či veřejný prostor. Výchozím stavebním materiálem Kinterovi často bývají rozličné spotřební produkty a elektrotechnické součástky, např. plastové míče, nápojové plechovky, lustry, pračky, jízdní kola, použité bateriové monočlánky nebo desky plošných spojů. V některých případech tyto prvky Kintera opět zapojuje do elektrické sítě (např. z lamp a svítidel sestavená figura My Light Is Your Life – Shiva Samurai, 2009), využívá jejich mechanických vlastností (např. bubnů praček v instalaci We All Want to be Cleaned, 2017) nebo je doplňuje o pohybové či zvukové prvky.

### Plumbař, To, Spotřebiče a Mluviči
V rámci Kinterovy rané tvorby jsou klíčovými díly instalace Plumbař (1995–1998) a objekt To (1995). V prvním případě se jednalo o příbytek fiktivní osoby, která je ve svém životě zcela obklopena olovem. Součástí instalace byly i videonahrávky z jeho vycházek městem. Objekt To byl pro změnu vytvořen jako designová obdoba domácího mazlíčka či dětské hračky. Oblý abstraktní předmět byl opatřen provázkem / vodítkem: „Chtěl jsem vyzkoušet, co se stane, když umění vezmeme na procházku. Protože v té době mě pálilo, že povětšinou existuje schované v galeriích. Proto vzniklo To. Aby umění vyrazilo do reálného života, do ulic.“ V přesahu k performativnímu nakládání s dílem lze u obou těchto realizací spatřovat jak individuální obdobu k paralelním akcím skupiny Jednotka, tak i polemiku s institucionálním rámcem vyhrazeným uměleckým dílům.
Objekt To předznamenal i Kinterovu pozornost ke vztahům mezi uměním a spotřebním zbožím. Jeho další díla, Spotřebiče z let 1997-1998, na první pohled připomínala funkční výrobky, ale jejich jedinou funkcí bylo spotřebovávat elektrický proud. Teoretička umění Pavlína Morganová o nich napsala: „Jsou to opravdu jen spotřebiče spotřebovávající energii. Ve výloze obchodu jsou však jejich mimikry dokonalé, vypadají velice lákavě a svou vysokou cenou na sebe upozorňují. Nabízí se metafora, že podobně je tomu i s uměním.“ 
V rozmezí let 1999-2003 vyšel z Kinterovy dílny soubor několika Mluvičů: jakýchsi figurín bez tváře, jejichž charakter utvářely odlišně zvolené oděvy a zvukové nahrávky jejich verbálních projevů. Každá z těchto postav k divákovi promlouvala jiným tónem a přednášela mu vlastní úvahy a názory. Také ty se nabízely jako ironické podobenství nahrazení dialogu samomluvou. 

### Sick of it all!, Revoluce, Shiva Samurai
Z Kinterovy tvorby po roce 2000 lze vyzdvihnout celou řadu objektů, pro které je dnes považován za jednoho z nejvýraznějších českých umělců. Divák jimi byl často vystaven jakýmsi mrazivě komickým situacím s kritickými obsahy. Hned na začátku tohoto období se navíc naplno rozvinula jeho pozornost ke zboží a průmyslovým produktům jako možnému sochařskému materiálu. Zejména proto je jeho tvorba často nahlížena jako polemika s konzumním způsobem života. Typickou pro tuto linii Kinterovy tvorby je například všelijak se kroutící a anglické nadávky mručící igelitka plně naložená nákupem (I am sick of it all!, 2003). 
Touto charakteristikou ovšem Kinterovo tvůrčí zacílení zdaleka nevyčerpává. Vedle okruhů, které lze stanovit na základě dílčích příbuzností, tak vznikají takové solitéry, jakými byl například elektromechanický následník Mluvičů pod názvem Revoluce (2005), tentokrát ovšem již mlčící figurka bijící hlavou do stěny, anebo provedením atypický kovový model továrny Small Factory (Personal Industry L.t.d.) z roku 2009.
Vstupuje-li v této době na scénu určitý pro Kinteru příznačný rys, pak jím je kombinace humoru a hrozivosti. V půli zlomené, případně do sebe zapletené bicykly, podříznuté, avšak stále svítící pouliční lampy, ale například také plastika ze stěny proudící rudé barvy / krve (Red is coming, 2007) nezpravují o důvodech a povaze nehod či zlomyslných činů a paradoxně jsou zábavné i přes nepřehlédnutelné násilí a destruktivitu.
Jinou skupinu děl reprezentovaly figurální kompozice Máme na to! (2003) nebo My Light Is Your Life – Shiva Samurai (2009), které rozvíjely Kinterovu příznačnou fascinaci prouděním energie, jejím vznikáním a spotřebováváním. První jmenovaná sestávala z tří set kilogramů brambor propojených elektrodami tak, aby dvojice vytvořených postav společnou energií napájela LCD monitor a digitální hodinky. Ke vzniku druhého figurálního objektu autor použil velké množství lamp a svítidel s velkým příkonem, září a výhřevností. „Energie obecně mě strašně zajímá, je to základ všeho. A jak s ní zacházet, to je pro mě až magická otázka. Bereme za samozřejmost, že něco strčíme do zásuvky a ono to funguje, ale kdybychom to ukázali indiánům z Amazonie, budou na to čučet. Mé sochy o tom – každá jinak – hovoří. Šiva vypovídá o maximalizaci spotřeby, kdy světlo zároveň topí, aniž si to uvědomujeme. Skulptura Máme na to naopak o minimalizaci spotřeby, kdy se prachbídná brambora nabízí jako baterie. Ovšem nemá to být žádná agitačka.“  

### Démon růstu, Postnaturalia, Out of Power Tower
Počátek druhé dekády se u Kintery nesl v duchu experimentů z tématem živočišných mutací a tělesných deformací. Dobře je postihují plastiky Lída a Venuše z roku 2011, jejichž tělesné schránky stékají z kancelářských židlí na podlahu, ve stejném roce vzniknuvší démonické proměny plastových hraček od české designerky Libuše Niklové, anebo diptych zvířecích zrůd Let God's Will Be Done (2013). Paralelně s nimi pak vznikaly kompozice alegoricky poukazující na ničení planety (např. On Your Own Responcibility nebo Nervous Trees, obě 2013). Kompozice Démon růstu (2011) z plastových vánočních koulí a jeho rozvinutější verze Démon růstu // (2013–2014), pro které autor využil plastových míčů, pro změny vycházely z představy zhoubného bujení, které bylo lze vnímat jak v biologickém, tak i produkčně-spotřebním smyslu.
V letech 2015-2019 Kintera obrátil pozornost na korelace mezi systémy přírody a systémy technického světa. Z množství elektrických vodičů nejprve modeloval jakési nervové soustavy zvířecích bytostí s květákovitými mozky namísto hlav a krátce poté z vysloužilých elektronických součástek vytvořil řadu menších objektů připomínajících rostliny. Zásadní postavení v této etapě každopádně zaujala monumentální instalace Postnaturalia (2016-2017), rozlehlá „krajina“ z elektronických součástek a kabelů, z jejíchž ukončení „vyrůstají“ květy umělých rostlin. Následující dva roky pak věnoval další své monumentální sochařské instalaci Out of Power Tower z použitých bateriových monočlánků. Jestliže předchozí květinové skulptury, v čele s Postnaturalií, lze vnímat jako hrozivé syntézy přírodních a technických elementů, pak v Out of Power Tower Kintera přišel s metaforou energeticky vyčerpané civilizace. Čtyřmetrový objekt byl poprvé vystaven na Trienále designu a architektury v Miláně. V tiskové zprávě k české účasti na této mezinárodní přehlídce se mimo jiné praví: „Kontrast reklamního blyštivého povrchu baterií, kterými výrobci lákají konzumenty, s jejich vyhořelým vnitřkem poukazuje na to, že šťastný civilizační komfort je vykoupen devastací země a jejího podloží. Out of Power Tower je i metaforou chování technologií jako přírodního vitálního organismu, jehož bujení prorůstá do lidského života.“ 

### Pomníky a realizace ve veřejném prostoru
Řada Kinterových větších sochařských objektů není určena pouze pro galerie, ale rovněž ke krátkodobému vystavení ve veřejném prostoru. Jako původně dočasná byla v nizozemském Tilburgu zamýšlena instalace pouliční lampy zkroucené způsobem, kdy osvětlí barokní sochu sv. Františka z Assisi. Po uplynutí navrhovaných pěti set dnů od jejího osazení v roce 2008 byla kvůli oblibě u veřejnosti na místě ponechána. Na různá veřejná prostranství je umisťován také Kinterův elektro-akustický Public Jukebox (2011–2014), ve kterém bylo možné vyhledat, a za náležitý poplatek veřejně přehrát, hudební skladby různých žánrů. Okamžitou intervencí pak byl světelný Maják z Petřínské rozhledny v rámci pražském festivalu Signal v roce 2013. Kintera ji chápal jako víceznačné memento: „Nám suchozemcům vzdálený signalizační systém přináší světlo v jeho varovném poslání. Přináší vítr a vlny šplouchají o hrad. Z Petřína ostrov jest a z jeho majáku světlo se šíří.“  Ne vždy se Kinterovi podaří svůj návrh prosadit. Součástí jeho pardubické retrospektivy Believe it or not! v roce 2008 se měl stát objekt Do it yourself – devítimetrový sloup-socha z pytlů s cementem v sousedství s morovým sloupem na Pernštýnském náměstí. Magistrát města však stavbu sochy nepovolil, což primátor města Jaroslav Deml komentoval slovy: Souhlasím s názorem, že něco takového do historického jádra Pardubic nepatří. Jsme konzervativní strana, jsme konzervativní město. I naše názory jsou asi trochu konzervativní.
Dosavadními největšími úspěchy na poli pomníkové tvorby je dvojice jeho pražských realizací Z vlastního rozhodnutí – Memento mori (2011) a Bike to Heaven (2013). První je symbolicky umístěna pod Nuselským mostem coby připomínka ztracených životů všech lidí, kteří se dobrovolně rozhodli ukončit život.  Druhá je věnována památce tragicky zahynuvšího zakladatele spolku AutoMat a propagátora městské cyklistiky Jana Bouchala.

## Významné samostatné výstavy
- How Can I Help You?, Centrum současného umění DOX, Praha, 10. 3. – 20. 8. 2023, kurátorka: Michaela Šilpochová[28]
- Sochy domů a Dívka s holubicí, Kunsthalle Praha, Klárov, (2022)[29]
- Neuropolis, Galerie Zdeněk Sklenář – Schönkirchovský palác, Praha, (2020)[30]
- Am I also responsible for all that shit around?, Kali Gallery, Lucern (2019)
- No One Has Nothing, Z2O – Sara Zanin Gallery, Řím (2019)
- Naturally Postnatural, Ron Mandos Gallery, Amsterdam (2018)
- Jsem kus klacku natřenej na bílo, Galerie Zdeněk Sklenář, Litomyšl, (2018)[31]
- Nervous Trees, Galerie Rudolfinum, Praha (2017)
- Postnaturalia, Collezione Maramotti, Reggio Emilia (2017)
- Prirodzená nervozia, Kunsthalle Bratislava, Bratislava (2016)
- Your Light is My Life, Kunsthal Rotterdam, Rotterdam (2015)
- May Be It Is Here, Galerie Ron Mandos, Amsterdam (2015)
- I Am Not You, Muzeum Tinguely, Basilej (2014)
- HOLLYWOODOO!, Fait Gallery, Brno (2013)[32]
- Výsledky analýzy, Galerie hlavního města Prahy (2012)
- Větší problém máš ty, Galerie Jiří Švestka, Praha a Jiri Svestka Gallery, Berlín (2010)
- Believe it or not, Východočeská galerie v Pardubicích (2008)
- One or two or crowd, Dominic art project, Krakov
- Problems on top of Problems, Galerie Schleicher+Lange, Paříž (2007)
- The Weather Is Changing, Galerie AM.180, Praha (2007)
- Revolution, Galerie Potocka, Krakov (2006)
- Carry on as if everything was alright, Galerie Schleicher+Lange, Paříž (2006)
- Super Natural Special Real, Galerie Jiří Švestka, Praha (2005)
- Můžeš mi ukázat svůj baťoh? Galerie Open, Bratislava (2002)
- Are you all right? La Chaufferie, Štrasburg (2001)
- It Wont Be Better! Galerie Skuc, Lublaň (2001)
- Galerie Emila Filly, Ústí nad Labem (2000)
- Mluviči, Galerie hlavního města Prahy (1999)
- Plumbař, Galerie mladých, Brno (1995)
- Galerie Ruce, Praha (1994)